# Leonard Linsky
Leonard Linsky (1922 - 27 de agosto de 2012) fue un filósofo estadounidense. Fue Profesor Emérito de la Universidad de Chicago. Era conocido por el trabajo en la teoría de la referencia, y también como un historiador de la filosofía analítica temprana.
Es citado como un ejemplo de la "visión ortodoxa" en la teoría de la referencia. Cuestionó el concepto de "isomorfismo intensional" de Rudolf Carnap.

## Obras
Como autor:
- Referring (1967)
- Names and Descriptions (1977)
- Oblique Contexts (1983)

Como editor:
- Semantics and the Philosophy of Language: A Collection of Readings (1952)
- Reference and Modality (Oxford Readings in Philosophy) (1971)